# Moroleão (general)
Moroleão (lit. "Leão Louco" ou "Tolo" grego medieval: Μωρολέων; romaniz.: Moroléon) ou Morole (Μωρολέ), citado por Teófanes Continuado como Timoleão (em grego medieval: Θυμολέων; romaniz.: Thymoléon; lit "Leão Valente"), foi um oficial bizantino do século X, ativo durante o reinado do imperador Romano I (r. 920–944). Foi citado em 924, quando defendeu a cidade de Adrianópolis do ataque do czar búlgaro Simeão I (r. 893–927)

## Vida

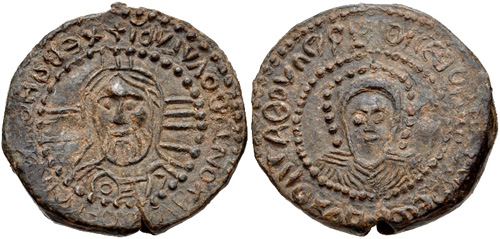
Selo de r.

Moroleão era pai do topoterita Miguel. Quando é citado aparece como patrício e comandante de Adrianópolis. Por volta de 924, o czar Simeão I (r. 893–927) reuniu seu exército e marchou contra Adrianópolis, que foi defendida corajosamente por Moroleão até a cidade render-se pela falta de suprimentos. Simão amarrou-o e torturou-o até a morte, pelo que parece porque antes havia se distinguido em atos corajosos contra os búlgaros e uma morte cruel seria digna dos seus atos.